# Armonía Alonso de Arámburu
Armonía Socorro Alonso, más conocida como Armonía Alonso de Arámburu (Orense, 14 de julio de 1919 - La Plata, 5 de enero de 2018) fue una ictióloga argentina y coautora del libro Los Peces Argentinos de Agua Dulce.

## Biografía
Se doctoró en 1947 en Ciencias Naturales en el Museo de La Plata, donde conoció a su marido Raúl Arámburu, también ictiólogo. Su tesis se tituló "Contribución al estudio de los peces del delta del Paraná" y fue hecha bajo la dirección de Emiliano José Mac Donagh. Junto a él y Raúl A. Ringuelert escribieron el libro Los Peces Argentinos de Agua Dulce, publicado en 1967 por la Comisión de Investigaciones Científicas de la Provincia de Buenos Aires (CIC). Dicho libro se convirtió en un icono para los amantes de la pesca, convirtiéndose a su vez en el precursor de nuevas líneas de investigación sobre el tema. Luego de la formación de la Asociación Limnológica y Oceanográfica Argentina (ALOA) en 1953, fue una de las autoras del primer Boletín de esta asociación.
Entre los años 1956 y 1988 fue profesora adjunta de la cátedra de Zoología de Vertebrados y jefa de la División Zoología Vertebrados en el Museo, donde trabajó 53 años. La revista El Federal la llamó "la matriarca de las peces", en una de sus entrevistas.
Fue una mujer que se mantuvo activa hasta los 90 años. A los 82 años, volvió como estudiante a la Universidad Nacional de La Plata para asistir a seminarios y talleres para adultos mayores sobre Literatura, su asignatura pendiente, pasando a ser la alumna más mayor, por lo que fue llamada "la abuela de los estudiantes".
Falleció en La Plata en 5 de enero de 2018.

## Obras
- Contribución a la sistemática de los peces carácidos llamados dientudos. Universidad Nacional Eva Perón, Facultad de Ciencias Naturales, 1953 - 23 p.
- El género Hypopachus Keferstein en la Argentina: (Batrachia Salientia). Universidad Nacional, Facultad de Ciencias Naturales, 1953.
- Nota sobre "Cyrtocharax squamosus" Eigenmann y Kennedy Pisces: Characoidei. Número 170 de (Ministerio de Educación de la Nación. Universidad Nacional de La Plata. Facultad de Ciencias Naturales y Museo. Notas del Museo. Zoología. T. 19). 1957.
- Una nueva cita de "Mola-Mola" Linné para el Atlántico sur Pisces: Plectognathi. Número 171 de (Ministerio de Educación de la Nación. Universidad nacional de La Plata. Facultad de Ciencias Naturales y Museo. Notas del Museo. Zoología. T. 19). 1957.
- Nota sobre "Auchenipterus nuchalis" Spix Pisces: Siluroidei. Número 179 de (Ministerio de Educación de la Nación. Universidad Nacional de La Plata. Facultad de Ciencias Naturales y Museo. Notas del Museo. Zoología. T. 19). 1957.
- El género Hypopachno Keferstein en la Argentina: (Batrachia Salientia). Ministerio de Educación de la Nación, 1953 - 13 p.
- Notas ictiológicas. Ministerio de Educación de la Nación. Universidad Nacional de La Plata. Facultad de Ciencias Naturales y Museo. Notas del Museo. Zoología. T. 1961.
- "Porotergus Ellisi". Número 177 de (Ministerio de Educación de la Nación. Universidad Nacional de La Plata. Facultad de Ciencias Naturales y Museo. Notas del Museo. Zoología. T. 19). 1957.
- Los peces argentinos de agua dulce «en coautoría de: Raúl Adolfo Ringuelet y Raúl H. Arámburu». Comisión de Investigación Científica, 1967 - 602 p.